# Mahé (Seychellen)
Mahé ist die Hauptinsel und größte Insel der Seychellen. Auf ihr wohnen mit 72.000 Menschen fast 90 % der Bevölkerung der Seychellen. Urbanes Zentrum der Insel ist die Hauptstadt Victoria mit knapp 25.000 Einwohnern.

## Geschichte
Erstmals von Engländern 1609 entdeckt, blieb die Insel bis zur Expedition des Franzosen Lazare Picault im Jahr 1742 unbesiedelt. Benannt wurde die Insel nach dem französischen Admiral Bertrand-François Mahé de La Bourdonnais. Der französische Einfluss blieb bis 1814 bestehen, als die Insel(gruppe) von den Engländern annektiert wurde und bis zur  Unabhängigkeit der Seychellen im Jahr 1976 Teil des Britischen Weltreichs blieb.
Im Jahr 1902 wurde das Typexemplar der dort endemischen Orchideenart Oeceoclades seychellarum gesammelt. 2011 wurde sie von der IUCN in die Kategorie „ausgestorben“ (extinct) klassifiziert.
Anfang Dezember 2023 wurden bei einer großen Explosion in einem Industriegebiet auf Mahé, zahlreiche Geschäftsgebäude und nahe gelegene Wohnhäuser zerstört. Daraufhin erklärten die Seychellen den Notstand. Berichten zufolge gab es mehrere Verletzte. Der internationale Flughafen der Seychellen wurde ebenfalls beschädigt.

## Geographie
Mahé ist 28 Kilometer lang, acht Kilometer breit und bedeckt bei einer Küstenlänge von rund 111 Kilometern eine Fläche von 154,7 km².
Nur jeweils wenige Kilometer von Mahé entfernt liegen die kleinen Inseln Sainte Anne, Île au Cerf, Île Longue, Moyenne, Île Ronde, Île Sèche, Conception, Thérèse, und Île aux Vaches Marines.
Im zentralen und nordwestlichen Teil der Insel erstrecken sich die Mahé highlands and surrounding areas Important Bird Area.

## Tourismus
Seit der Einweihung des internationalen Flughafens und der Unabhängigkeitserklärung von Großbritannien im Jahr 1976 ist Mahé die Drehscheibe für internationale Touristen, die den Seychellen-Archipel besuchen.
Weite Teile der Granit-Insel sind dicht mit Bergregenwäldern bewachsen. Durch den Berg Morne Seychellois, dessen Gipfel 905 Meter über dem Meeresspiegel liegt, ist Mahé auch gleichzeitig die höchste Seychelleninsel. Im Norden findet man auch ein ausgedehntes Mangrovengebiet.

### Sehenswürdigkeiten

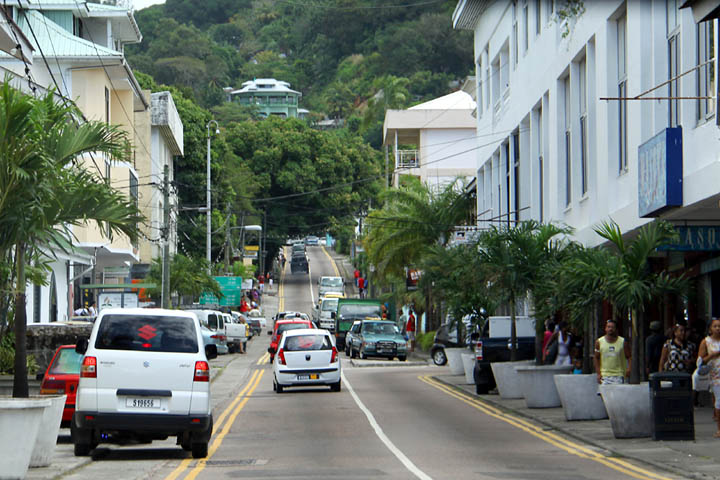
Straße in Victoria auf Mahé

Der bekannteste und zugleich touristischste Strand auf der Hauptinsel Mahé ist die Bucht von Beau Vallon im Nordwesten der Insel. Von hier führt die Panoramastraße Sans Souci Road durch üppig grüne Natur des Morne-Seychellois-Nationalparks mit verschiedenen endemischen Pflanzen. Sie bietet verschiedene Aussichten auf die Insel und endet an der Ostküste von Mahé in der Hauptstadt Victoria. Die einzige Stadt der Seychellen besitzt mit dem Zentrum um den Clocktower, dem Sir-Selwyn-Clarke-Markt, dem botanischen Garten, dem Bel Air Friedhof oder dem Seychelles National Museum mehrere Sehenswürdigkeiten.
Weiter südlich von Victoria befindet sich der Flughafen von Mahé. Das Domaine de Val des Près befindet sich etwas unterhalb des Flughafens und ist ein kleines Besucherzentrum für kreolische Architektur, Kunst und Gastronomie. Ebenfalls im Südosten von Mahé befindet sich der Jardin du Roi, ein Gewürzgarten inklusive historischem Kolonialhaus, Museum, Laden sowie einem Restaurant. Im Süden und Südwesten der Insel Mahé liegen mehrere einsame und mit Granitfelsen sowie Palmen gesäumte Buchten mit bekannten Stränden wie Anse Takamaka, Anse Intendance oder Police Bay.

## Bildergalerie

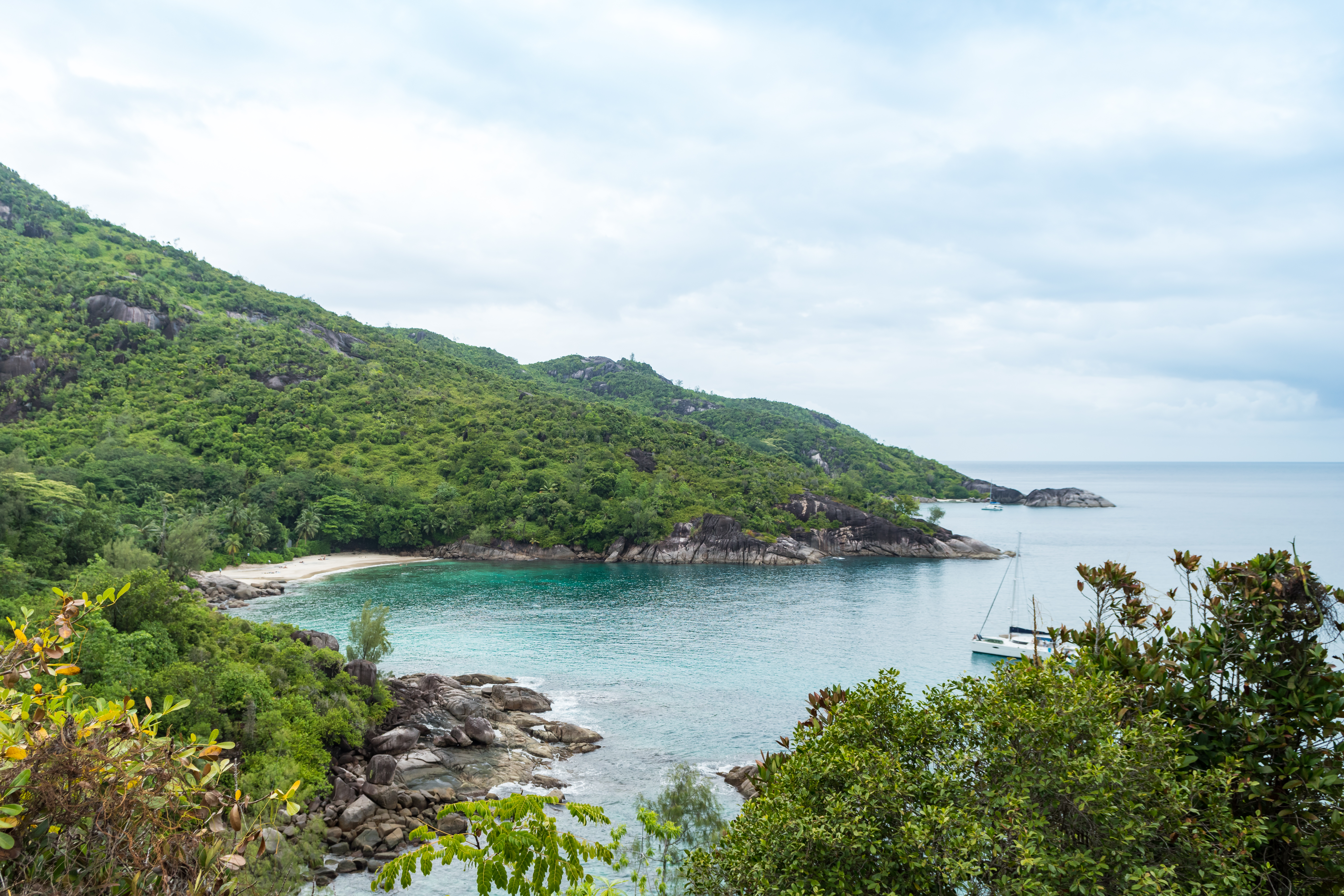
Anse Major
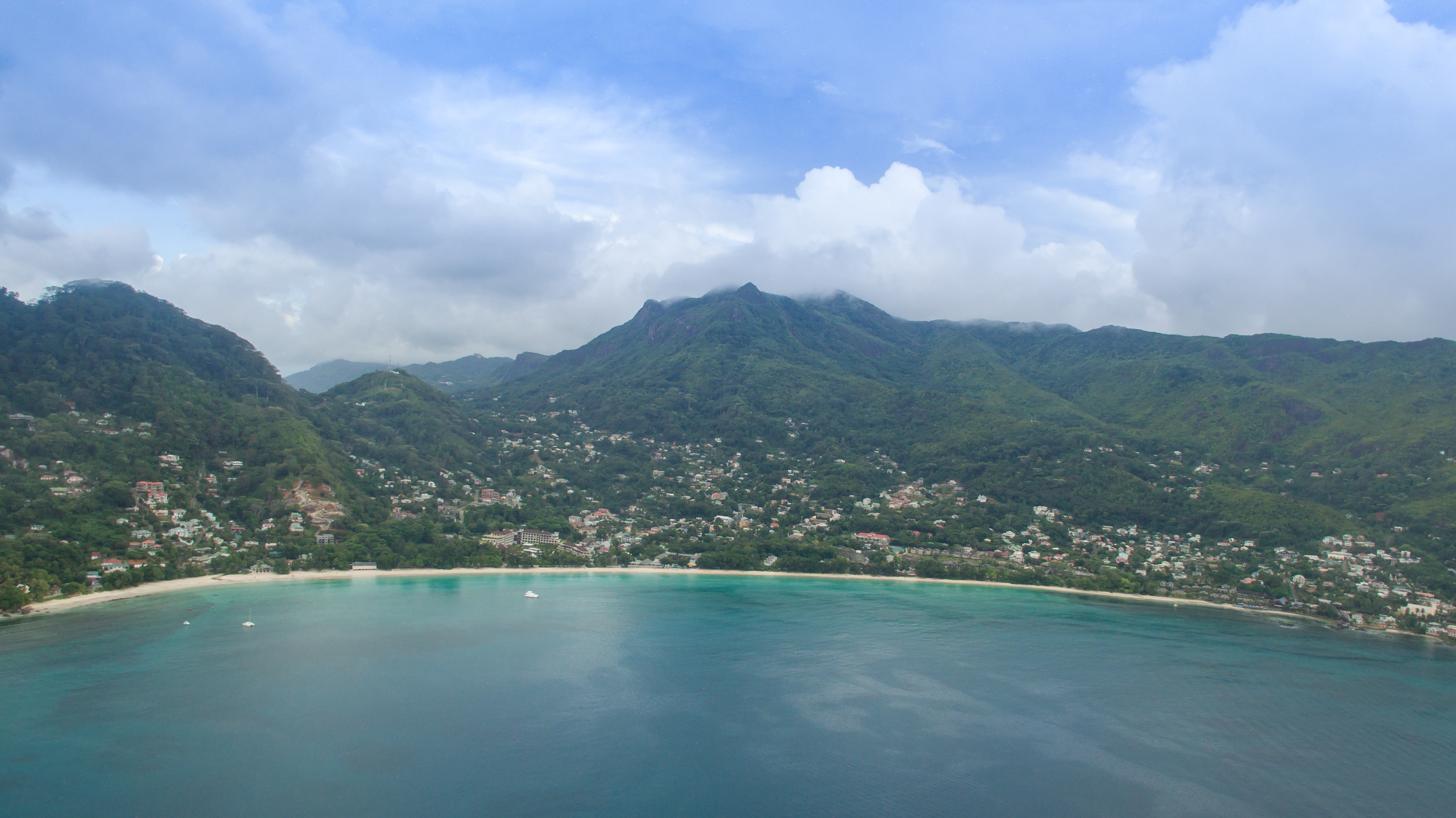
Luftaufnahme von Beau Vallon
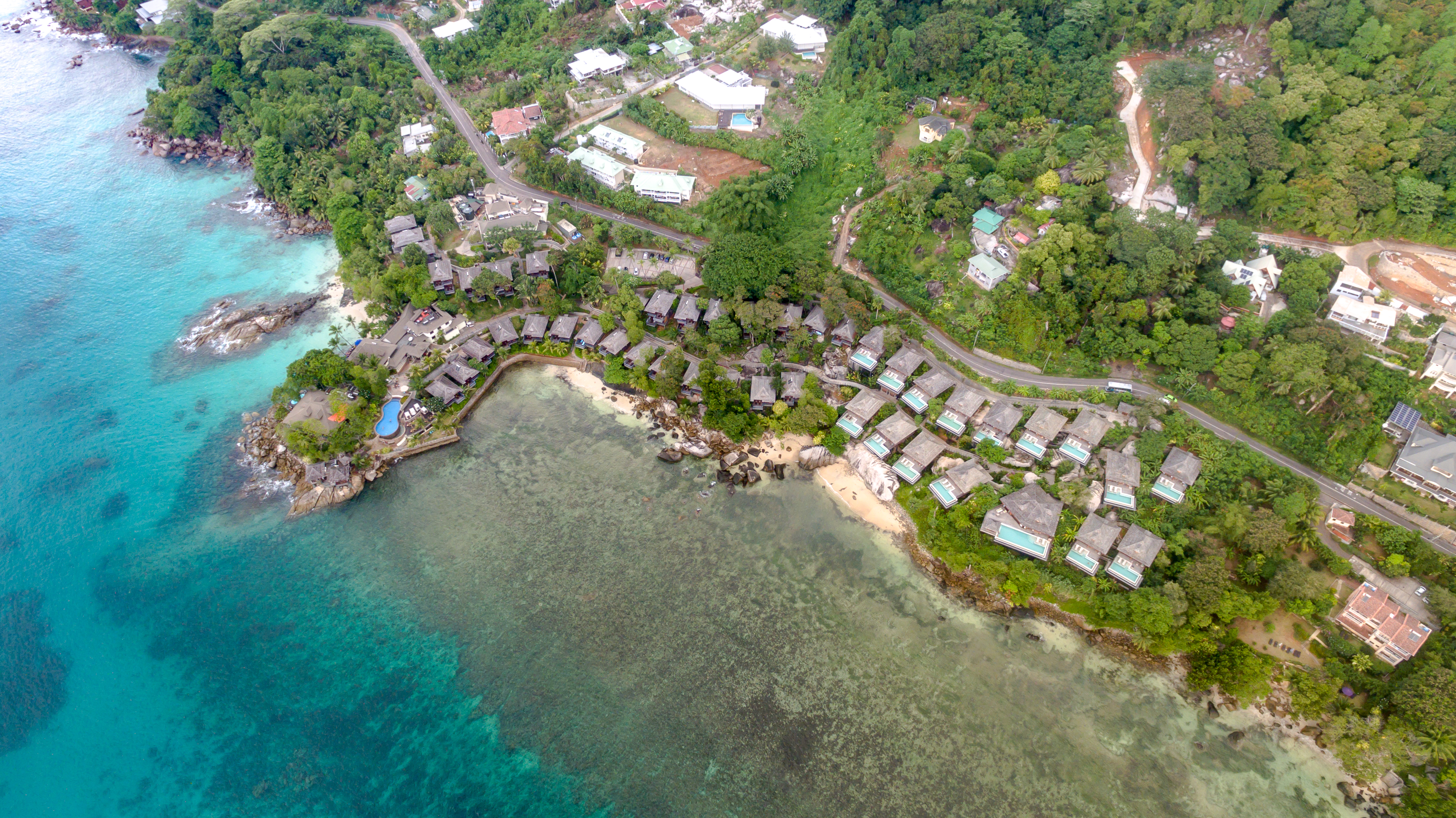
Strandort
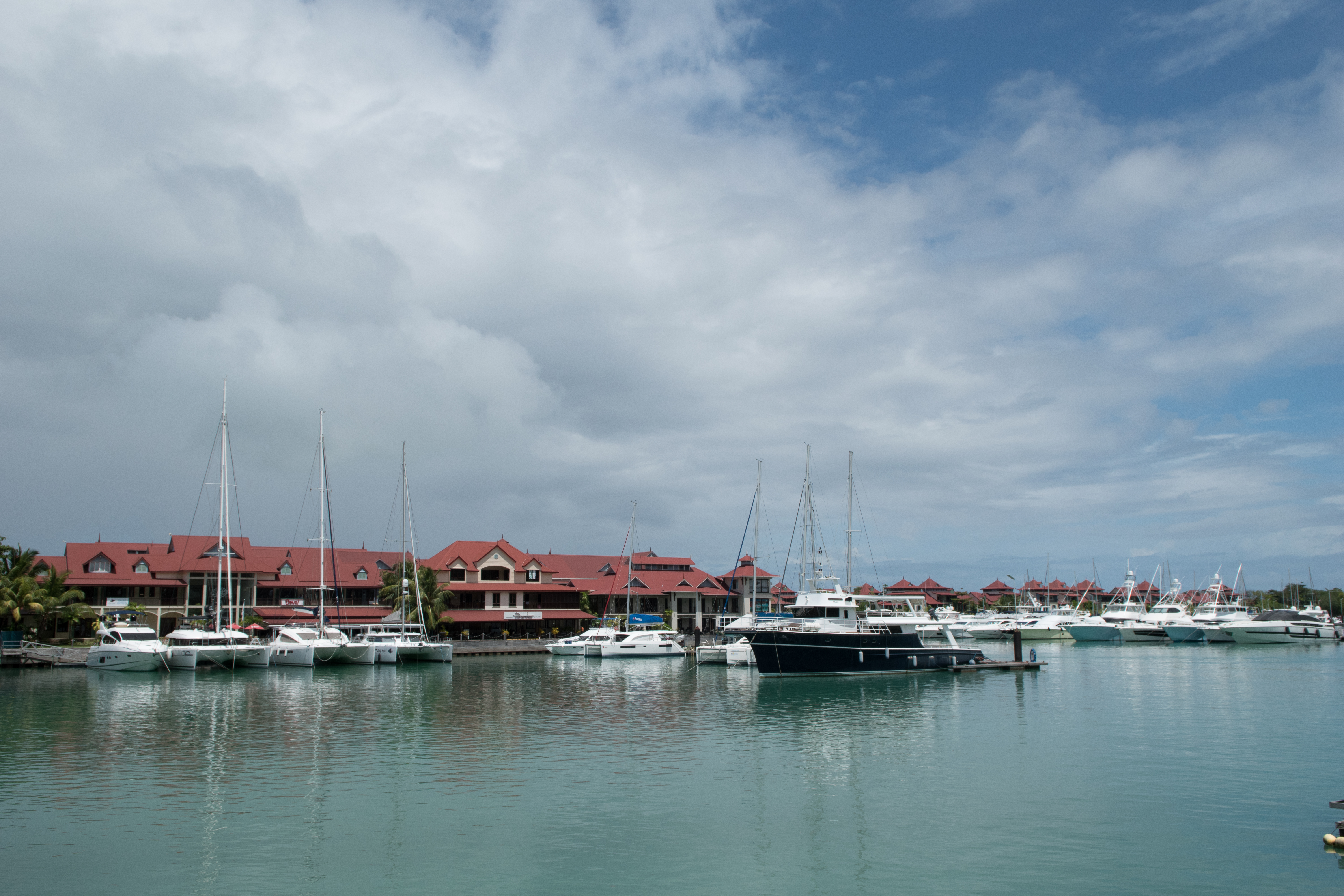
Eden Island
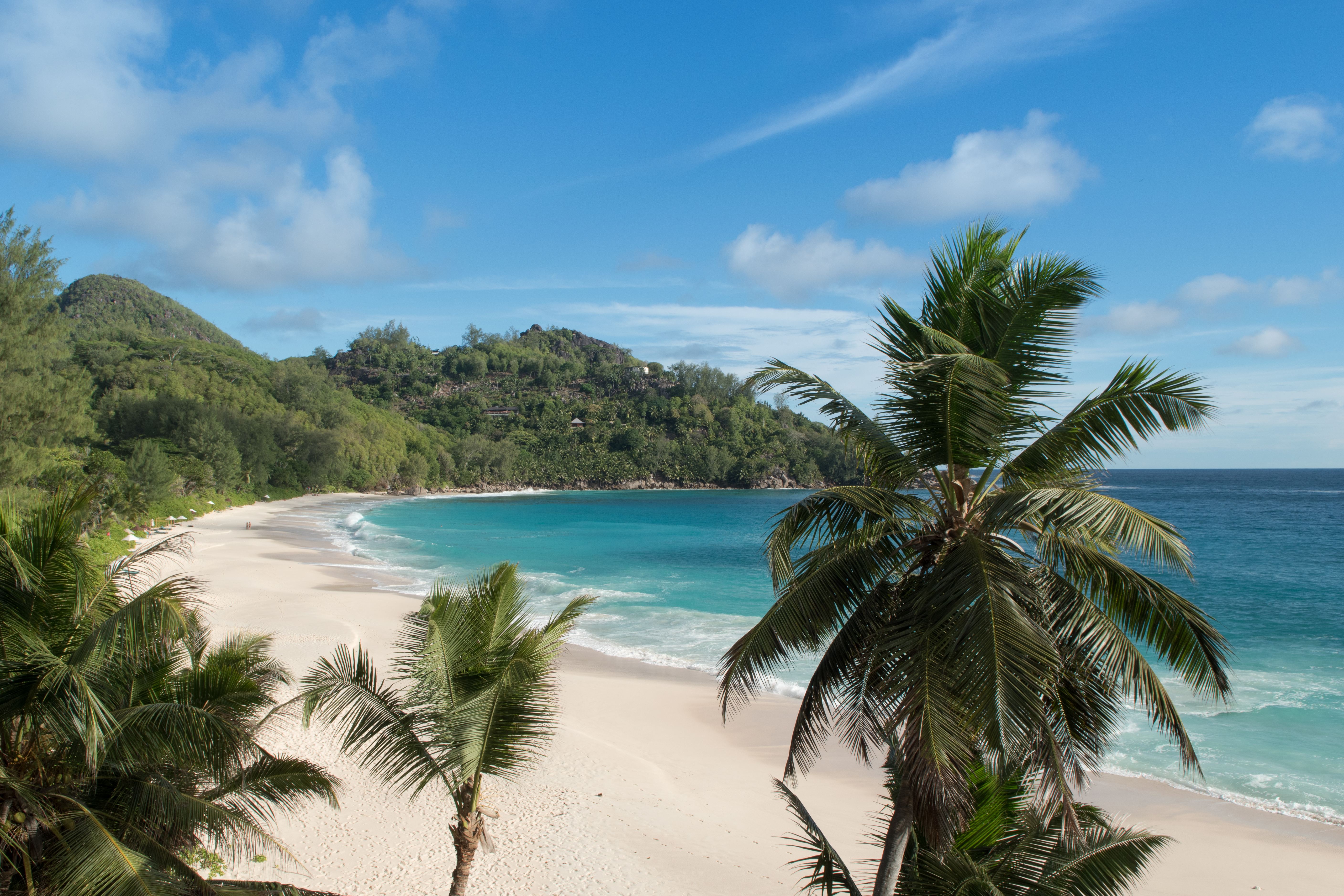
Strand Anse Intendance
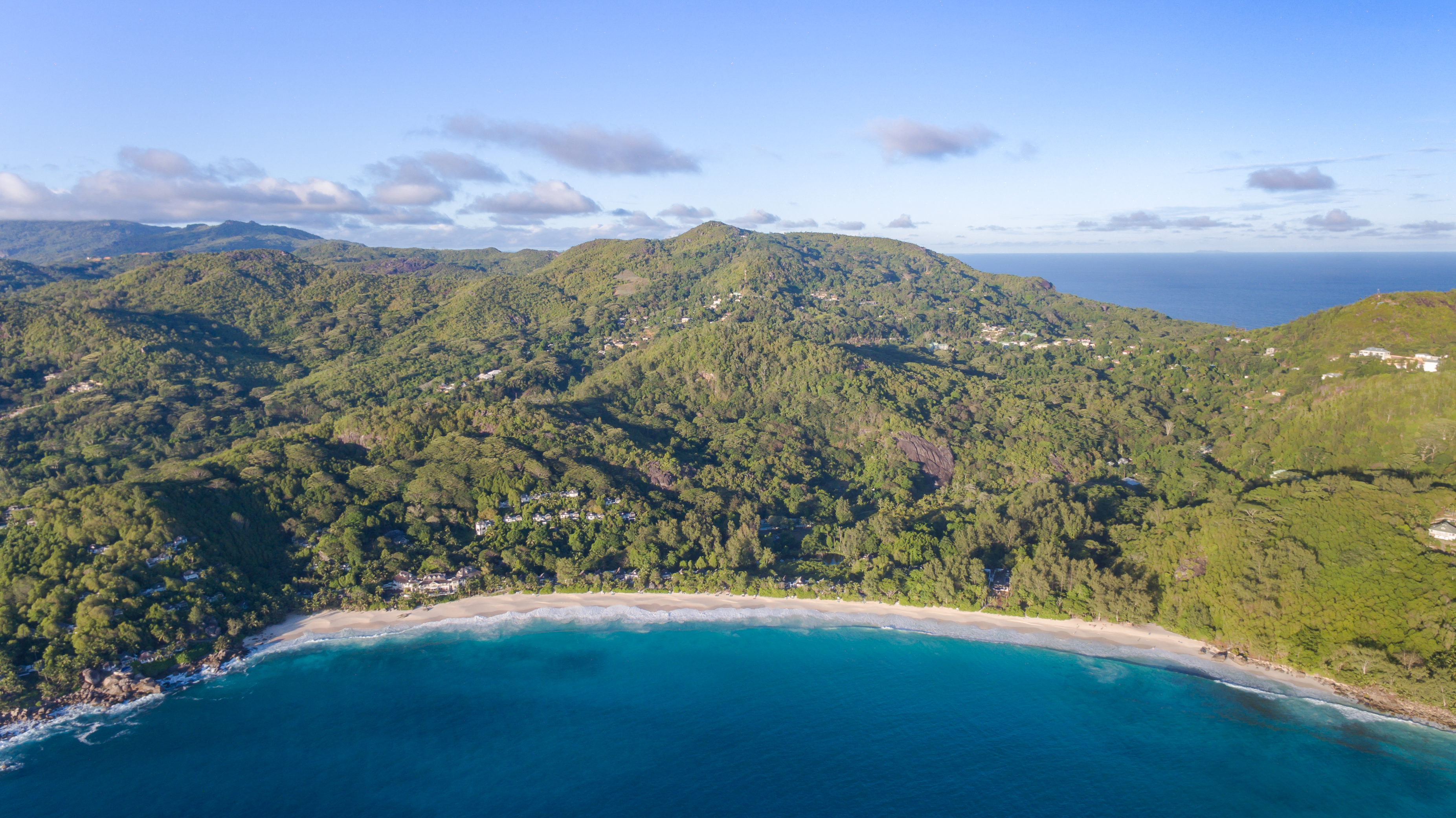
Luftaufnahme des Strands Anse Intendance
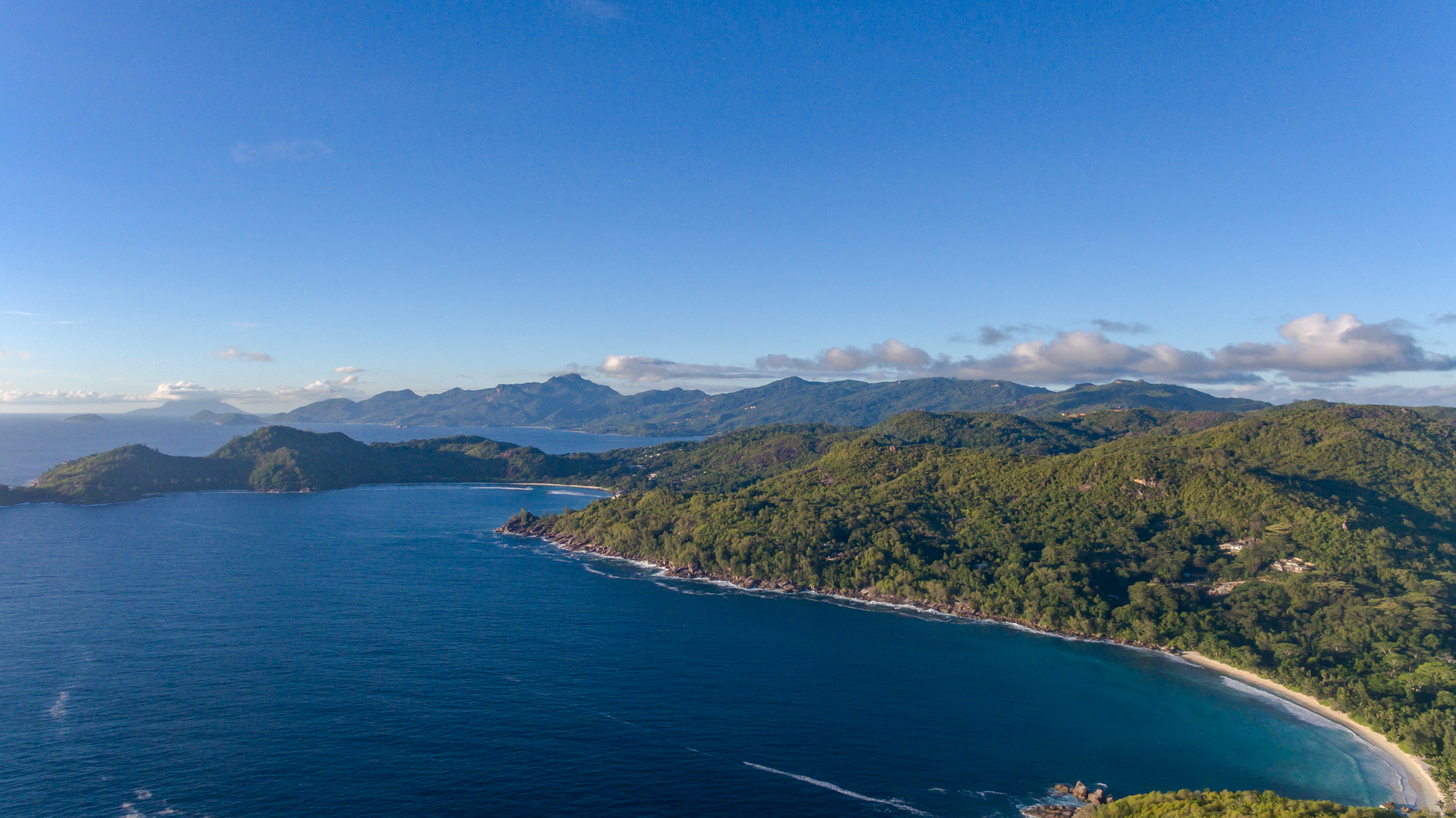
Luftaufnahme des Strands Anse Takamaka